# Dummy (personne)
Pour les articles homonymes, voir Dummy.
Dummy est le pseudonyme d'un homme né vers 1788 et mort le 4 septembre 1863, l'une des dernières personnes accusées de sorcellerie en Angleterre au XIXe siècle.

## L'affaire
Résident de longue date du village agricole de Sible Hedingham dans l'Essex, Dummy est un sourd-muet qui gagne sa vie en prédisant l'avenir. En septembre 1863, une certaine Emma Smith l'accuse de lui avoir jeté un sort qui l'a rendue malade. Une foule ivre le traîne hors de la taverne The Swan, et lui ordonne de « lever la malédiction ». Faute de résultat, Dummy est jeté dans un ruisseau — comme pour une ordalie — et sévèrement battu à coups de bâtons. Enfermé dans l'hospice (workhouse) de Halstead, il meurt peu après d'une pneumonie. 
Après enquête, il s'avère qu'Emma Smith souffre de la maladie de Lyme. Elle et son ami le maître charpentier Samuel Balbutie sont condamnées pour la mort de Dummy à six mois de travaux forcés par les assizes de Chelmsford le 8 mars 1864.